# Só Se For a Dois
Só Se For a Dois é o segundo álbum solo do cantor e compositor brasileiro Cazuza, lançado em março de 1987 pelo selo Philips (hoje Universal Music). Até hoje o álbum vendeu mais de 600 mil cópias.[carece de fontes?]

## História
O álbum foi gravado no segundo semestre de 1986. Como a Som Livre resolveu terminar com o seu cast, a PolyGram, em seguida, contratou Cazuza e lançou o disco em março de 1987 pelo selo Philips (hoje Universal Music). O álbum inclui o hits "O Nosso Amor a Gente Inventa (Estória Romântica)" e "Solidão Que Nada", além de "Vai à Luta", que não teve tanta notoriedade. O álbum vendeu 600 mil cópias, mesmo não tendo a mesma divulgação dos outros álbuns.[carece de fontes?] Em entrevistas sobre o álbum na época, Cazuza dizia: "O disco Só Se For a Dois, me permitiu usar uma coisa não rock'n roll. Eu tenho esse lado de cantor de churrascaria...". Nesse álbum, Cazuza experimentou parcerias distintas, tendo em vista que muito das bases da músicas foram feitas ao lado da sua banda de apoio.
A canção "O Nosso Amor a Gente Inventa (Estória Romântica)" fez parte da trilha sonora nacional da novela "O Outro", exibida pela TV Globo em 1987. Na trama de Aguinaldo Silva, a canção foi tema dos personagens "Marília" e "João Silvério", interpretados por Beth Goulart e Miguel Falabella.

## Faixas
| N.º            | Título                                                 | Compositor(es)                                                        | Duração |  |
| 1.             | "Só Se For a Dois"                                     | Cazuza, Rogério Meanda                                                | 4:00    |  |
| 2.             | "Ritual"                                               | Cazuza, Frejat                                                        | 2:45    |  |
| 3.             | "O Nosso Amor a Gente Inventa (Uma Estória Romântica)" | Cazuza, Rogério Meanda, Rebouças                                      | 3:31    |  |
| 4.             | "Culpa de Estimação"                                   | Cazuza, Frejat                                                        | 3:00    |  |
| 5.             | "Solidão que Nada"                                     | Cazuza, George Israel, Nilo Romero                                    | 3:53    |  |
| 6.             | "Completamente Blue"                                   | Cazuza, Rogério Meanda, George Israel, Nilo Romero                    | 3:18    |  |
| 7.             | "Vai à Luta"                                           | Cazuza, Rogério Meanda                                                | 3:44    |  |
| 8.             | "Quarta-Feira"                                         | Cazuza, Zé Luís                                                       | 3:49    |  |
| 9.             | "Heavy Love"                                           | Cazuza, Frejat                                                        | 3:00    |  |
| 10.            | "O Lobo Mau da Ucrânia"                                | Cazuza, Rogério Meanda, Nilo Romero, Rebouças, Moraes, Ezequiel Neves | 2:17    |  |
| 11.            | "Balada do Esplanada"                                  | Cazuza; Adaptação: Oswald de Andrade                                  | 3:02    |  |
| Duração total: | Duração total:                                         | Duração total:                                                        | 36:19   |  |

## Banda
- Nilo Romero: baixo
- Rogério Meanda: guitarra
- João Rebouças: teclados
- Fernando Moraes: bateria e percussão